# Black Friday – Überlebenschance stark reduziert!
Black Friday – Überlebenschance stark reduziert! ist eine US-amerikanische Horrorkomödie von Casey Tebo aus dem Jahr 2021. Der Film mischt Elemente des Zombiefilms mit denen des Body-Horrors im Stil von Der Blob oder Das Ding aus einer anderen Welt.

## Handlung
Der Thanksgiving-Abend dient im Einkaufszentrum All-Mart traditionell als Vorbereitung für den Black-Friday-Sale. Der All-Mart-Mitarbeiter Monty wird am Abend von einem Monster attackiert und verwandelt sich in ein Monster. Anschließend attackiert er zwei seiner Mitarbeiter.
Ken Bates muss ebenfalls an Thanksgiving im Spielzeugladen We Love Toys arbeiten. Der erfolglose Vater von zwei Töchtern hat nichts aus seinem Leben gemacht und fühlt sich dennoch wie der Coolste im ganzen Laden. Er liefert seine Töchter bei seiner Exfrau ab und holt dann seinen Kollegen, den Jjngen Chris ab. Während sich draußen schon die Meute für den Mitternachtsverkauf versammelt, bereiten die beiden zusammen mit Marnie, Brian, Archie, Ruth, Emmett, Anita und Bircher den Shop vor. Kurz vor der Eröffnung wird Bircher beim heimlichen Rauchen von einem Parasiten angegriffen und verwandelt sich in ein Monster.
Unbemerkt davon lässt Filialleiter Jonathan den Laden öffnen. Zunächst ist alles wie immer: die Meute stürmt den Laden und versucht die billigsten Schnäppchen zu ergattern. Doch nachdem der erste Ansturm erledigt ist, greifen die Parasiten den Laden an. Wer von ihnen gebissen oder angegriffen wird, verwandelt sich ebenfalls in ein Monster mit Hunger auf Menschenfleisch. Mit knapper Kraft können die verbliebenen Angestellten den Laden abschließen, doch ein außer Kontrolle geratenes Polizeifahrzeug bricht durch die Haupteingangstür.
Ken, Marnie, Chris, Brian und Jonathan verschanzen sich im Lagerraum. Sie schmieden einen Plan, den Laden zu verlassen. Während eines Streits zwischen Ken, Chris und Marnie wird die Gruppe von einem Mutanten attackiert. Dieser scheint Ken gebissen zu haben. So opfert sich Ken, um den anderen Zeit zu verschaffen, einen Laster zu besteigen und zu verschwinden.
Der Plan geht letztlich doch schief. Im Laden bricht ein Feuer aus. Die Mutanten beginnen sich zu einer einzigen Lebensform zu vereinigen. Die verbliebene Gruppe flieht aufs Dach, wo Brian ihnen eröffnet, dass er im Handgemenge Ken gebissen hat und dieser gar nicht infiziert sei. Als der Riesenmutant droht das Dach erreicht, opfert sich schließlich Jonathan, um der Gruppe Zeit zu verschaffen. Diese verlassen das Dach, indem sie in einen Müllcontainer springen.
Ken kämpft sich zur Gruppe vor. Brian opfert sich, als die riesige Kreatur durchs Dach bricht. Schließlich bringt Ken die Kreatur dazu einen Gabelstapler mit seinen Tentakeln zu ergreifen, der schließlich im Kopf der Kreatur landet. Diese kollabiert in den Flammen des brennenden Gebäudes. Ken, Chris und Marnie können entkommen. Doch in der Ferne sind weitere Riesenkreaturen zu sehen.

## Hintergrund
Der Film wurde vom 16. November bis zum 16. Dezember 2020 in Boston, Massachusetts gedreht. Der Film erhielt in den Vereinigten Staaten eine begrenzte Kinoauswertung ab dem 19. November 2021 und war vier Tage später als Video-on-Demand erhältlich. Die DVD-Version erschien in den Vereinigten Staaten am 1. April 2022. In Deutschland wurde der Film zunächst über Prime Video veröffentlicht. Die DVD-Version erschien am 4. März 2022 über Capelight Pictures.

## Kritiken
Das Setting des Films erinnerte viele Rezensenten an Zombies im Kaufhaus (1974). Zum Teil sind einige Szenen auch an diesen Film angelehnt. Auf Film-rezensionen.de schrieb Oliver Armknecht: „Das zeitliche Setting und auch der Schauplatz waren eigentlich vielversprechend. Richtig viel draus gemacht wurde aber nicht: Der Film ist eine wenig bemerkenswerte Horrorkomödie, die man sich anschauen kann, die aber im Anschluss schnell wieder vergessen ist.“ Auf Filme.de schrieb Pierre Schulte: „Namhafter Cast, altbekanntes Szenario, ein verrückter Genremix, aber irgendwie nichts Halbes und nichts Ganzes. Man versucht viel auf einmal, aber ragt somit in keinen Punkten groß heraus. Für Genre Fans sicherlich mal einen Blick wert bei einem verregneten Nachmittag. Jedoch gibt es in Sachen Horrorcomedy oder Feiertagshorror deutlich bessere Alternativen.“